# Édouard van den Corput
Édouard Bernard Henri Joseph Van den Corput (Brussel, 20 april 1821 - Elsene, 22 februari 1908) was een Belgisch geneeskundige en senator.

## Biografie

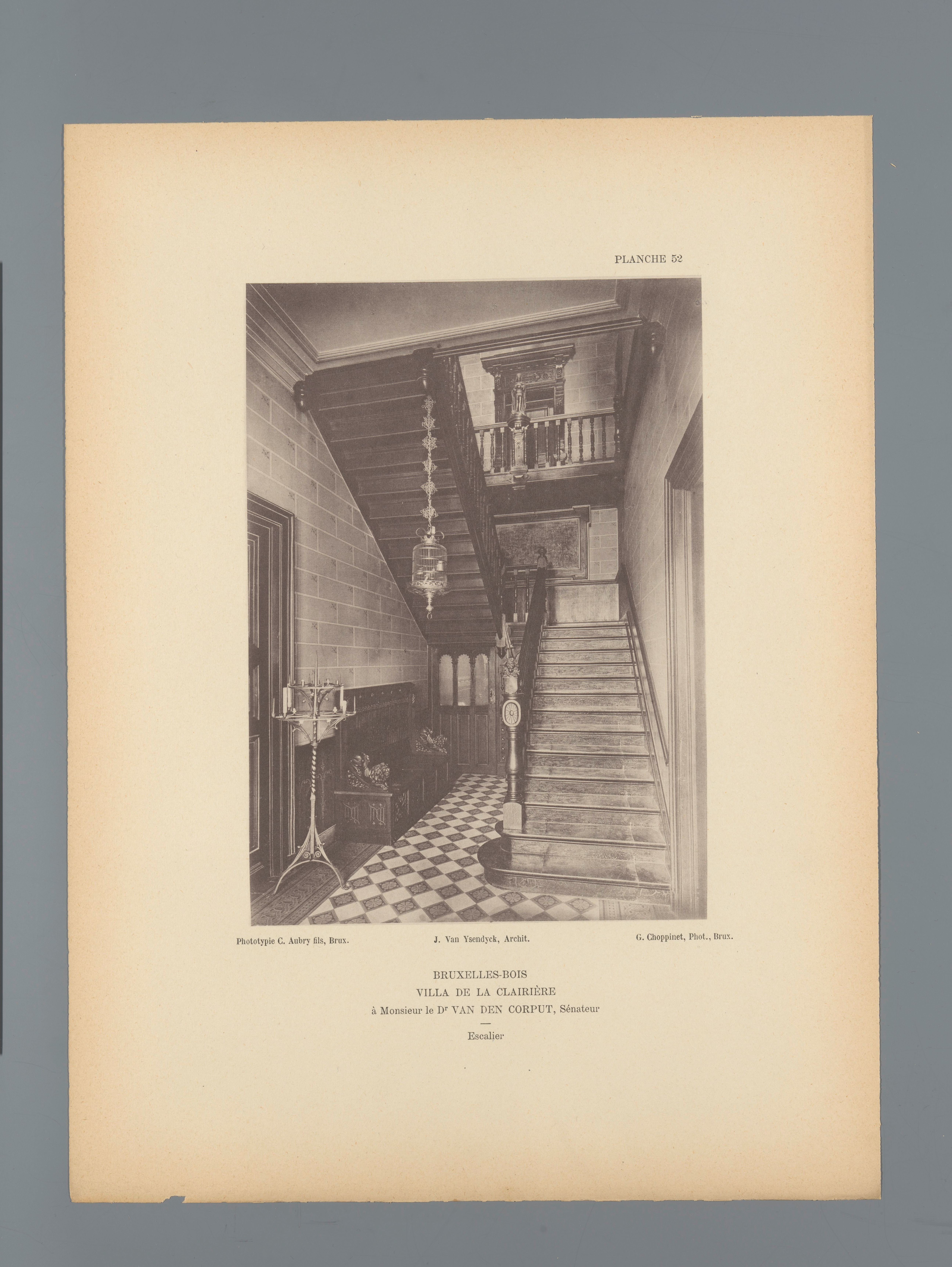
Interieur van de woning van Van den Corput in Brussel

Édouard van den Corput behaalde het diploma van doctor in de genees-, heel- en vroedkunde voor de middenjury. Aan de Université libre de Bruxelles promoveerde hij tot apotheker en tot doctor in de wetenschappen. Hij studeerde ook nog aan de universiteiten van Bonn en Würzburg.
In 1853 ondernam hij een lange reis, samen met de chirurg Sontin, doorheen Frankrijk, Spanje, Portugal, Marokko en Algerije. In 1854 werd hij als scheikundige benoemd aan het Koninklijk Museum van de Industrie en werd hij aangesteld als docent hygiëne voor de publieke cursussen die door de stad Brussel werden georganiseerd.
Hij was hoogleraar aan de ULB van 1869 tot 1891 en doceerde er therapie en farmacodynamiek. Van 1860 tot 1880 was hij hoofdgeneesheer in de Brusselse ziekenhuizen Sint-Pieter en Sint-Jan.
In 1894 werd hij verkozen tot katholiek senator voor het arrondissement Brussel en vervulde dit mandaat tot in 1900.
Hij trouwde met Louise Hay. Hun zoon Fernand (1872-1948) werd volksvertegenwoordiger en gouverneur van Luxemburg.

## Publicaties (selectie)
- Des eaux minérales naturelles et de leur analyse, Brussel, 1847.
- L'épidémie de fièvre récurrente observée à Saint-Petersbourg en 1864, Brussel, 1865.
- Origine et cause de l'épidémie de fièvre typhoïde qui a régné à Bruxelles pendant les premiers mois de 1869, Brussel, 1869.
- La crémation, Brussel, 1885.
- Les lazarets volants et les lazarets fixes, Brussel, 1885.
- L'alcoolisme, l'hérédité et la question sociale, Brussel, 1895.
- Bruxellensia. Croquis artistiques et historiques, Brussel, 1896.
- Utilité des embellissements de Bruxelles. Nécessité de l'agrandissement territorial de la capitale de la Belgique, Brussel, 1899.